# 吉姆·霍金斯
吉姆·霍金斯（英語：Jim Hawkins）是英國冒險小說《金銀島》的主角，也是該故事的第一人稱敘述者。

## 人物經歷
吉姆·霍金斯是「海軍上將本保」旅店老闆的兒子，一次旅店接待了一位自稱「船長」的老水手比爾·蓬斯，自此引出一系列意外事故，比爾·蓬斯中風而死，吉姆連同母親在他的箱子中找到了一張藏寶圖。李甫西大夫及屈利勞尼鄉紳在見過藏寶圖後便籌畫出海尋找寶藏，吉姆也辭別母親隨之出航。
途中吉姆意外發現了船廚約翰·西爾弗的陰謀，及時警告大夫、鄉紳和斯摩列特船長。其後，吉姆為躲避西爾弗手下的海盜，率先逃到藏寶島上，因而結識了被流放的水手本·甘恩。吉姆利用本·甘恩的小舟，出其不意的奪回了被海盜佔據的船隻，當他回到岸上時，卻不慎落入西爾弗等人之手。西爾弗以吉姆為人質，與他保持著亦敵亦友的關係。吉姆的同伴們乘海盜們火拼時擊敗他們，救出吉姆，一行人得到了寶藏，返航回國。西爾弗在途中帶著一袋金幣逃走，這讓吉姆在回國後仍常做噩夢。

## 改編作品
- 1920年電影《金銀島（英语：Treasure Island (1920 film)）》，由雪莉·梅森（英语：Shirley Mason (actress)）飾演[2]。
- 1934年電影《金銀島（英语：Treasure Island (1934 film)）》，由傑基·庫珀（英语：Jackie Cooper）飾演[2]。
- 1950年電影《金銀島（英语：Treasure Island (1950 film)）》，由鮑比·德里斯科爾飾演[3]。
- 1954年電影《金銀島奇俠傳（英语：Long John Silver (film)）》，由Kit Taylor飾演[2]。
- 1971年電影《金銀島（俄语：Остров сокровищ (фильм, 1971)）》，由Aare Laanemets（俄语：Лаанеметс, Ааре）飾演[2]。
- 1999年電影《金銀島（英语：Treasure Island (1999 film)）》，由凱文·席格斯飾演[2]。
- 2002年動畫電影《星銀島》，由喬瑟夫·高登-李維及亞斯丁·馬吉爾斯（幼年）配音。
- 2006年電影《神鬼奇航：天涯海角（英语：Pirates of Treasure Island）》，由Tom Nagel飾演[2]。

## 延伸閱讀
- Pietsch, Roland (2010). The Real Jim Hawkins: Ships' Boys in the Georgian Navy. ISBN 978-1-84832-036-9